# Бисакодил
Бисакодил — лекарственное средство, обладает слабительным действием.

## Фармакологическое действие
Слабительное средство. Вызывает раздражение рецепторного аппарата кишки, оказывает непосредственное влияние на слизистую оболочку кишечника, усиливая его перистальтику и повышая секрецию слизи в толстой кишке. Действие наступает через 6 ч при приеме внутрь (при приеме перед сном — через 8-12 ч) и в течение первого часа при ректальном введении.

## Фармакокинетика
Не всасывается в кишечнике. Является пролекарством, в щелочной среде происходит гидролиз с образованием метаболита, оказывающего раздражающее действие на слизистую оболочку желудочно-кишечного тракта.

## Показания
Гипотонические и атонические запоры (в том числе запоры у пожилых; запоры после операций и родов). Регулирование стула (геморрой, проктит, трещины заднего прохода). Подготовка к хирургическим операциям, инструментальным и рентгенологическим исследованиям.

## Противопоказания
Гиперчувствительность, кишечная непроходимость, ущемленная грыжа, острые воспалительные заболевания органов брюшной полости, перитонит, кровотечения из желудочно-кишечного тракта, метроррагия, цистит, спастические запоры, острый проктит, острый геморрой, рак толстой кишки (для суппозиториев), грудной возраст.
C осторожностью во время беременности, в период лактации, при печеночной и/или почечной недостаточности.

## Режим дозирования
Внутрь, перед сном или за 30 мин до завтрака, взрослым и детям старше 14 лет — 5-15 мг; детям 2-7 лет — 5 мг; 8-14 лет — 5-10 мг. Драже и таблетки проглатывают, не разжевывая и запивая небольшим количеством воды. Ректально назначают в следующих дозах: взрослым и детям старше 14 лет — 10-20 мг (1-2 свечи), детям 8-14 лет — 10 мг; 2-7 лет — 5 мг. При подготовке к оперативному вмешательству или к диагностическим исследованиям — 10-20 мг вечером внутрь и утром — 10 мг (1 свеча) ректально.

## Побочные эффекты
Кишечная колика, диарея (дегидратация, нарушение водно-электролитного обмена, мышечная слабость, снижение артериального давления), боль в животе, метеоризм, аллергические реакции. При применении суппозиториев (дополнительно): местные реакции (боль и раздражение).

### Передозировка
При передозировке возникают сильные желудочные боли.

#### Симптомы
Диарея, обезвоживание, нарушение водно-электролитного баланса, гипокалиемия, атония толстой кишки, возможны галлюцинации, прерывание сна, возбуждённое состояние.

#### Лечение
Симптоматическое.

## Особые указания
Не применять в течение длительного времени.

## Взаимодействие
Совместное применение с антацидами может привести к преждевременному растворению его оболочки и раздражению желудка и двенадцатиперстной кишки. Не рекомендуется принимать одновременно с молоком и щелочной минеральной водой.